# Хофштетен (Горњи Бајерн)
Хофштетен (њем. Hofstetten) општина је у њемачкој савезној држави Баварска. Једно је од 31 општинског средишта округа Ландсберг ам Лех. Према процјени из 2010. у општини је живјело 1.804 становника. Посједује регионалну шифру (AGS) 9181124.

## Географски и демографски подаци
Хофштетен се налази у савезној држави Баварска у округу Ландсберг ам Лех. Општина се налази на надморској висини од 676 метара. Површина општине износи 17,0 km². У самом мјесту је, према процјени из 2010. године, живјело 1.804 становника. Просјечна густина становништва износи 106 становника/km².